# Conus aemulus
Conus aemulus é uma espécie de gastrópode do gênero Conus, pertencente à família Conidae.